# Asia Pacific Airlines (Vereinigte Staaten)
Asia Pacific Airlines ist eine amerikanische Frachtfluggesellschaft mit Sitz in Danville, Kalifornien.

## Geschichte
Asia Pacific Airlines wurde 1998 gegründet. Am 9. Februar 2023 ordnete die Federal Aviation Administration die Einstellung des Flugbetriebes an, da die Fluggesellschaft nicht nachweisen konnte, dass ihre Piloten ordnungsgemäß ausgebildet und lizenziert sind.

## Flugziele
Von ihrer Basis in Guam aus bedient die Frachtfluggesellschaft diverse Ziele zwischen Hongkong und Honolulu.

## Flotte

### Aktuelle Flotte
Mit Stand Oktober 2022 besteht die Flotte der Asia Pacific Airlines aus fünf Flugzeugen mit einem Durchschnittsalter von 29,7 Jahren:
- 5 Boeing 757-200 (zwei inaktiv)

### Ehemalige Flugzeugtypen
- 2 Boeing 757-200PCF